# Rue de Charonne
Rue de Charonne je ulice v Paříži. Nachází se v 11. obvodu.

## Poloha
Ulice vede od křižovatky s Rue du Faubourg-Saint-Antoine a končí u Boulevardu de Charonne. Ulice je orientována přibližně od západu na východ. Za ulicí Rue du Faubourg-Saint-Antoine pokračuje Passage du Chantier a z východní strany navazuje Rue de Bagnolet.

## Historie
Ulice získala svůj název po bývalé obci Charonne, která byla v roce 1860 připojena k Paříži. Cesta tudy vedla již na počátku 17. století.
Dne 8. února 1962 se na ulici konala demonstrace za nezávislost Alžírska, při které došlo ve stanici metra Charonne k masakru.

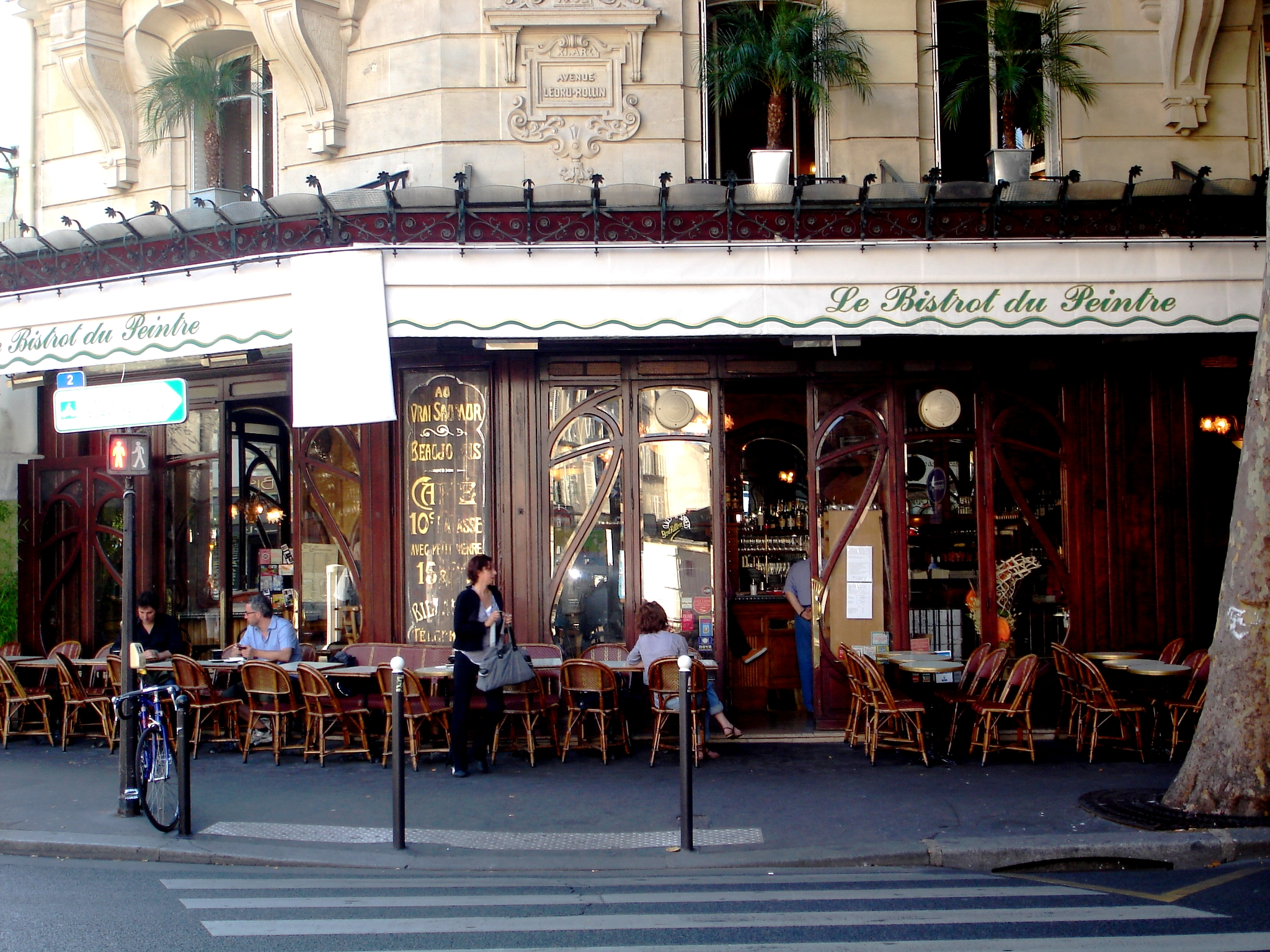
Bistrot du peintre

## Významné stavby
- Cour Saint-Joseph a Cour Jacques-Viguès v domech č. 3 a 5 z 18. století.
- Bistrot du peintre: restaurace v domě č. 50 na rohu s Avenue Ledru-Rollin funguje od roku 1905 s původním interiérem v secesním stylu. Od roku 1984 je chráněná jako historická památka.
- Hôtel de Mortagne: dům č. 51/53 postavil v roce 1661 architekt Pierre Delisle-Mansart, synovec Françoise Mansarta pro Jacquese Nourryho, kancléře vévody orleánského. V roce 1711 palác získal hrabě Antoine de Mortagne. Po jeho smrti v roce 1782 palác koupil Ludvík XVI., který v něm zřídil královský technický kabinet, předchůdce dnešního Musée des arts et métiers. V roce 1800 se muzeum přestěhovalo do zrušeného kláštera Saint-Martin-des-Champs. V paláci vznikla manufaktura. Poté byl dům prodán do soukromých rukou. Fasáda paláce je od roku 1928 chráněná jako historická památka.
- Dům č. 78 ze 17. století na rohu s Rue Saint-Bernard je od roku 1997 chráněn jako historická památka.
- Palais de la Femme je sídlem Armády spásy.
- Bývalý klášter benediktinek Notre-Dame-de-Bon-Secours, jehož pozůstatky jsou v domech č. 99-101. Klášter byl zrušen za Francouzské revoluce. Ve 20. století byly některé budovy demolovány, takže zůstalo jen několik fasád vedoucích na ulici a do dvora. Tyto pozůstatky jsou od roku 1973 chráněny jako historická památka.
- Bývalý klášter Madeleine de Traisnel, dnešní dům č. 100 ze 17. století, od roku 1990 chráněn jako historická památka.
- Dům č. 104 je bývalá plynárna, která byla poslední plynárnou v Paříži.
- Pension Belhomme, bývalé vězení za Francouzské revoluce, zbořeno v roce 1972, dnes v úrovni domů č. 157-161.
- Kostel Dobrého pastýře. Původní novogotický kostel z konce 19. století byl v roce 1970 stržen a roku 1972 nahrazen současnou moderní stavbou.